# Vierheuvelplaat
De vierheuvelplaat of het tectum mesencephali is een deel van de middenhersenen. Het bestaat uit vier uitstulpingen aan de bovenkant van de hersenstam. Het tegmentum wordt niet tot de vierheuvelplaat gerekend.
De vier uitstulpingen van de vierheuvelplaat zijn de volgende:
- Twee colliculi superiores - Dit zijn de bovenste uitstulpingen. Ze worden rechtstreeks gevoed door de ganglioncellen uit het netvlies, in het bijzonder daar de magnicellulaire cellen, die de verwerking doen van het zwart-wit licht. Hier vanuit worden twee gebieden gevoed voor het gezichtsvermogen. Dat is allereerst het pulvinar, een onderdeel van de thalamus, maar er worden ook prikkels doorgestuurd naar gebieden in de hersenstam, die de oogspieren aansturen.
- Twee colliculi inferiores - Dit zijn de onderste uitstulpingen. De cellen in deze gebieden zijn verantwoordelijk voor de doorschakeling van het gehoor.